# Shades of Deep Purple
Shades of Deep Purple, rockbandet Deep Purples debutalbum, släppt 1968. När albumet släpptes var gruppen ung och hade ännu inte riktigt hittat sin stil. Men det märktes på låtarna att bandet skulle komma att bli ett rockband. Albumet innehåller gruppens första större hit "Hush" skriven av Joe South. Albumet innehåller också en ovanlig version av Beatles-låten "Help!". Den är längre och har ett lägre tempo.
År 2000 gavs en ny version av albumet ut som förutom remastrat ljud bland annat innehåller andra versioner av några låtar.

## Låtlista
1. "And the Address" (Ritchie Blackmore/Jon Lord) – 4:38
2. "Hush" (Joe South) – 4:24
3. "One More Rainy Day (Rod Evans/J. Lord) – 3:40
4. a) "Prelude: Happiness" (R. Blackmore/R. Evans/J. Lord/Ian Paice/Nick Simper) / b) "I'm So Glad" (Skip James) – 7:19
5. "Mandrake Root" (R. Blackmore/R. Evans/J. Lord) – 6:09
6. "Help!" (John Lennon/Paul McCartney) – 6:01
7. "Love Help Me" (R. Blackmore/R. Evans) – 3:49
8. "Hey Joe" (Billy Roberts) – 7:33

## Medlemmar
- Rod Evans - Sång
- Ritchie Blackmore - Gitarr
- Nick Simper - Bas, sång
- Jon Lord - Orgel
- Ian Paice - Trummor